# مگومو نیشیدا
مگومو نیشیدا (ژاپنی: 西田 恵؛ زادهٔ ۱۰ ژانویهٔ ۱۹۹۸) یک بازیکن فوتبال اهل ژاپن است.
از باشگاه‌هایی که در آن بازی کرده‌است می‌توان به باشگاه فوتبال زویگن کانازاوا اشاره کرد.